# Phife Dawg
Malik Isaac Taylor, mer känd under artistnamnet Phife Dawg, född 20 november 1970 i Queens i New York, död 22 mars 2016 i San Francisco Bay Area i Kalifornien, var en amerikansk rappare. Han är mest känd som medlem i hiphopgruppen A Tribe Called Quest. 
Taylor dog 45 år gammal efter en livslång kamp med sin typ 1-diabetes.

## Diskografi
- 2000 – Ventilation: Da LP